# 知夫里島
知夫里島（ちぶりじま）は、日本の隠岐諸島に属する島の一つ。隠岐4島の中で最も南に位置している。島根県内唯一の村である隠岐郡知夫村の主島であり、村役場が置かれている。

## 概要
西ノ島（西ノ島町）、中ノ島（海士町）と共に隠岐諸島西部の島前三島（）を構成する。面積は13.4 km2であり、東京都墨田区とほぼ同じ広さである。
主要産業は、水産、畜産、観光業である。
人口は約620人（2022年1月時点）で、島後を含む隠岐諸島の有人島4島の中では最も人口が少ない。しかし、島留学や定住支援、子育て支援に力を入れたことで、2018年に全国1位の人口増加率となっている。
2013年9月9日、隠岐4島として、西ノ島、中ノ島、島後島と共に世界ジオパークに登録される。

## 地勢
- 面積：13.7 km2[3]
- 周囲：約27 km[3]
- 人口：624人（2022年1月時点）[5]

## 動植物

### 動物
知夫里島に生息する代表的な動物は牛、馬、タヌキである。知夫里島には隠岐諸島で唯一タヌキが生息し、2,000匹以上と推測されている。最初のタヌキ2匹は人為的に知夫里島に連れて来られた。赤ハゲ山周辺では牛のそばをタヌキが歩いていたり、寝ていたりする風景も見られる。

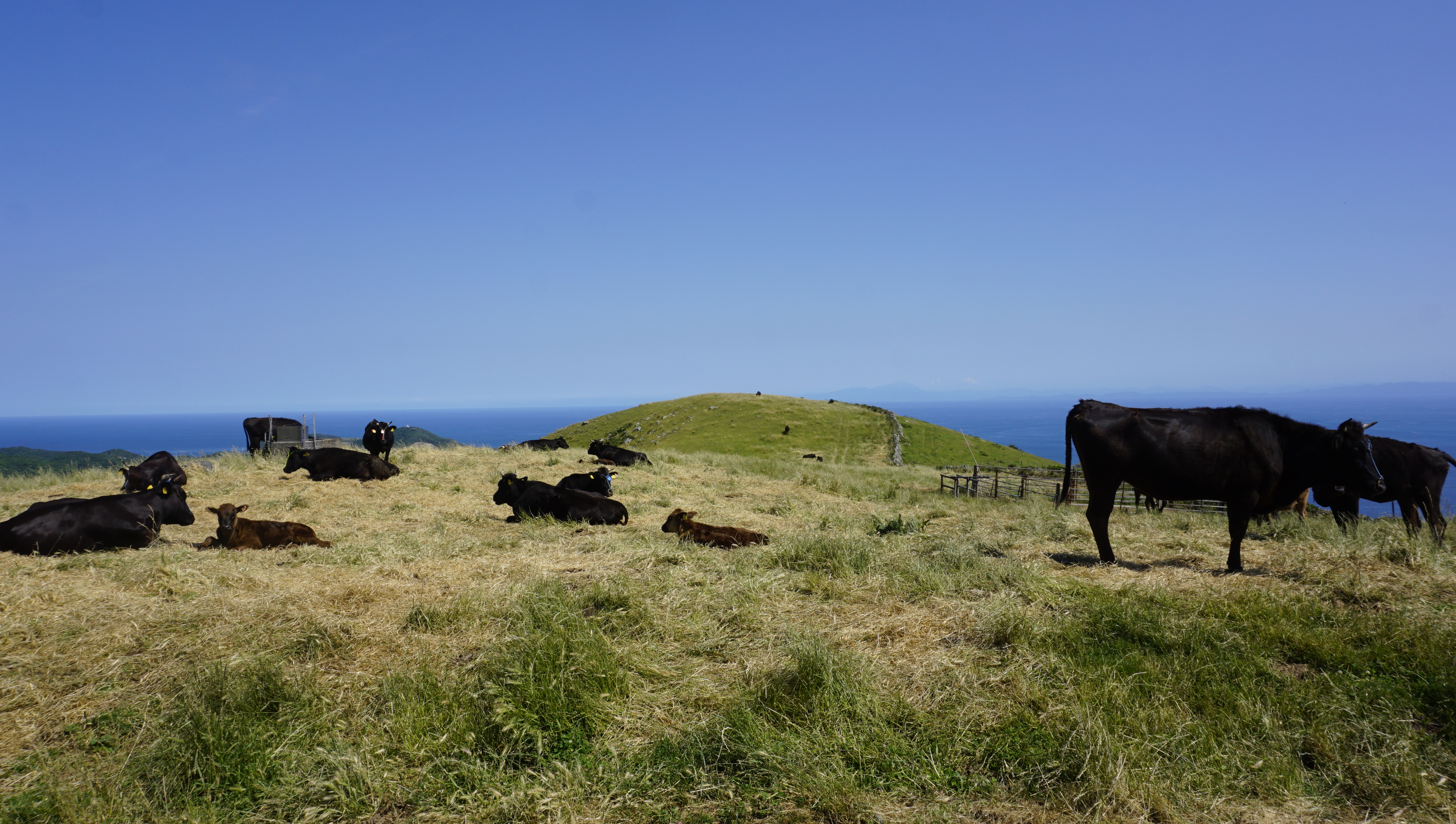
赤ハゲ山で草を食む牛
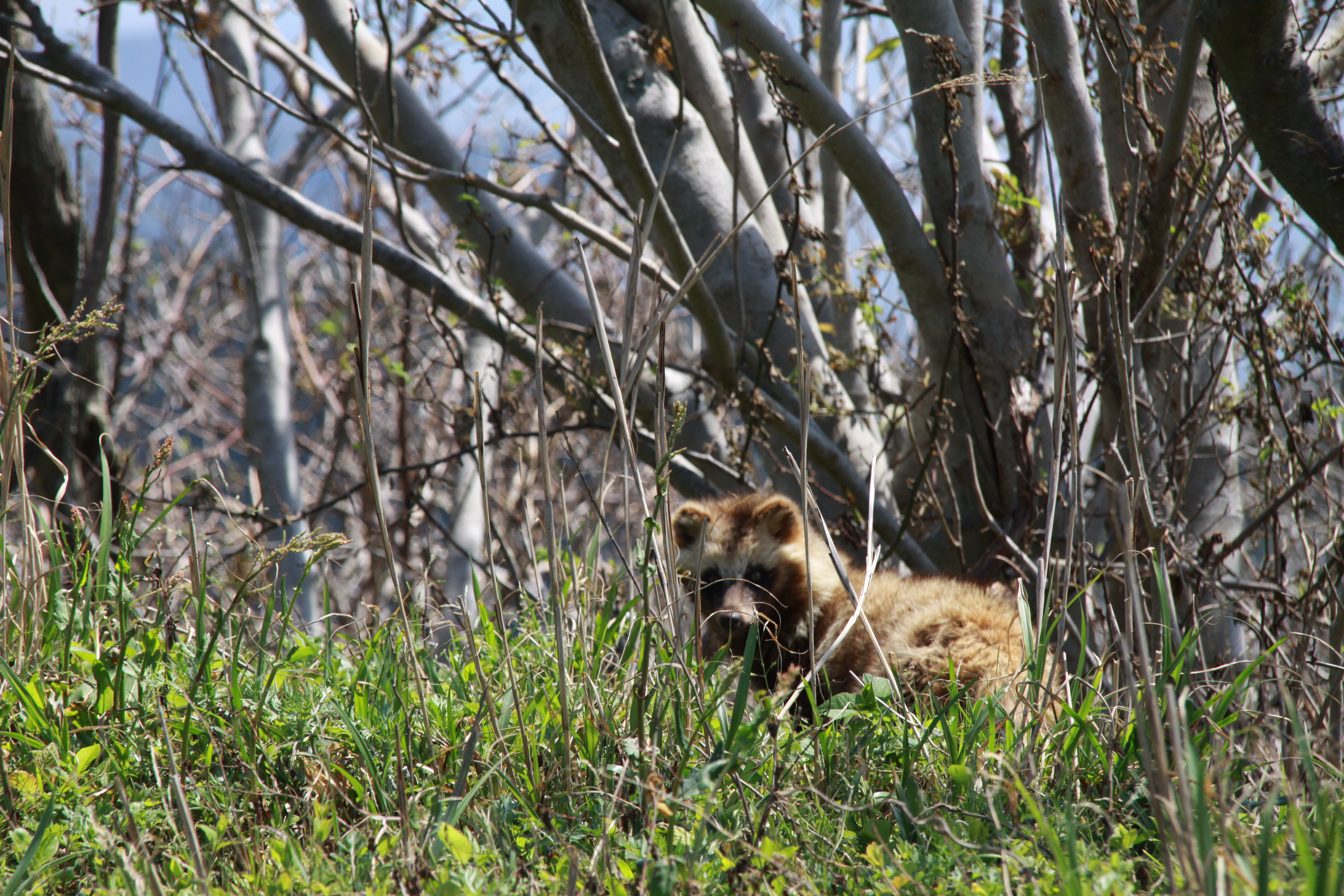
知夫里島のタヌキ

### 植物

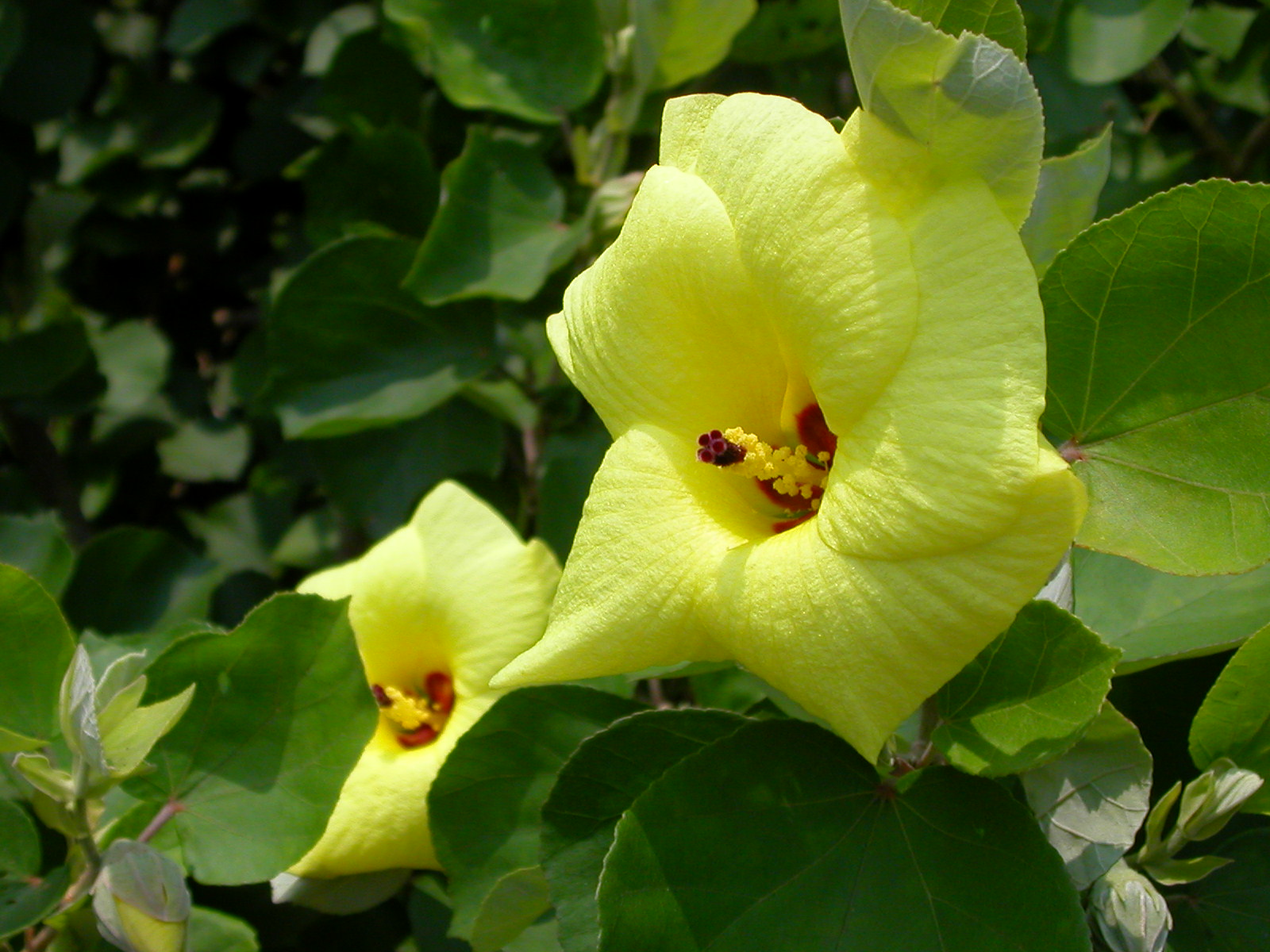
ハマボウ

#### 北限植物
ハマボウ（アオイ科アオイ目）
2011年（平成23年）、知夫村の島津島でハマボウが発見された。隠岐では、知夫村だけに数株分布するとされる。隠岐で発見されるまでは、神奈川県の三浦半島が北限とされていた。

#### 絶滅危惧種

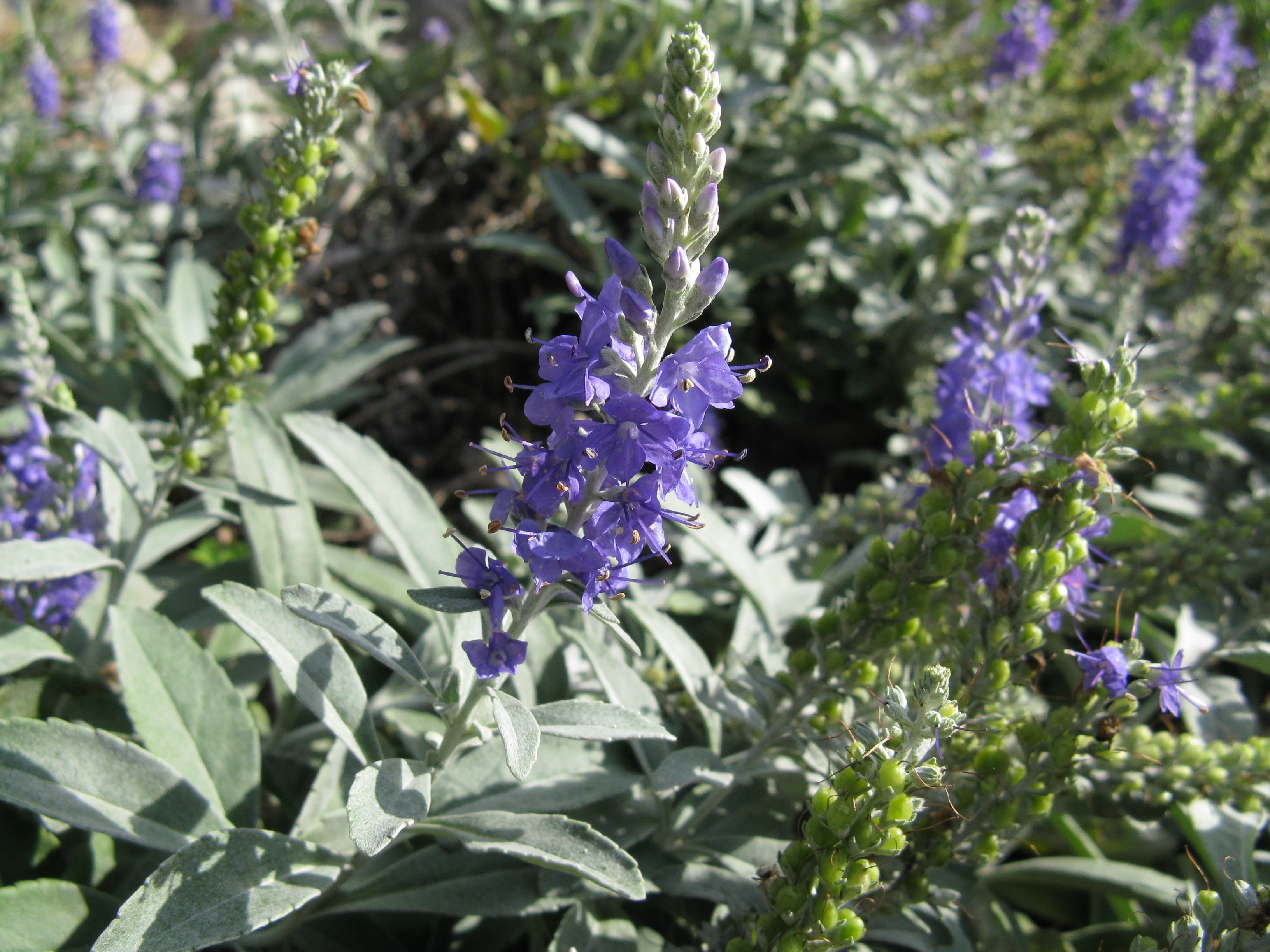
トウテイラン

トウテイラン（ゴマノハグサ科シソ目）
環境省の絶滅危惧種Ⅱ類（VU）、島根県の絶滅危惧種（NT）に指定されている。島根県内では隠岐諸島にのみ生育し、県外での生育は極めて稀とされる。隠岐・島前3島での分布状況として、知夫里島、西ノ島では一般的で沿道でも確認できる。

#### その他植物
オオキツネノカミソリ（ヒガンバナ科クサスギカズラ目）
知夫の赤ハゲ山にあるものは全て本変種とされ、中腹に数カ所と麓に少々点在するとされる。
野ダイコン（ハマダイコン）
赤ハゲ山に群生地があり、4月に見ごろを迎える。
オキタンポポ
主に林縁や草原に生育している。

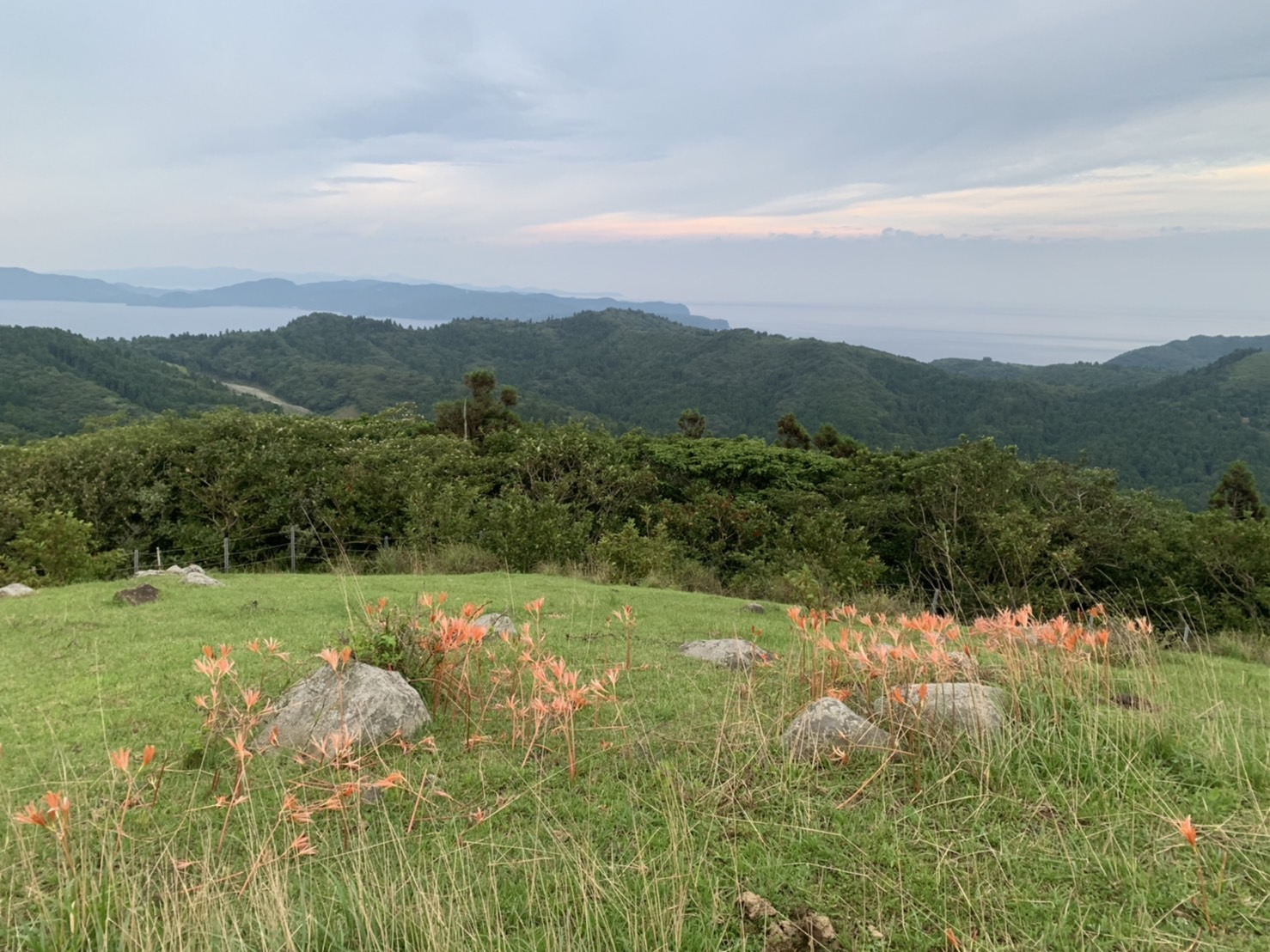
赤ハゲ山のオオキツネノカミソリ
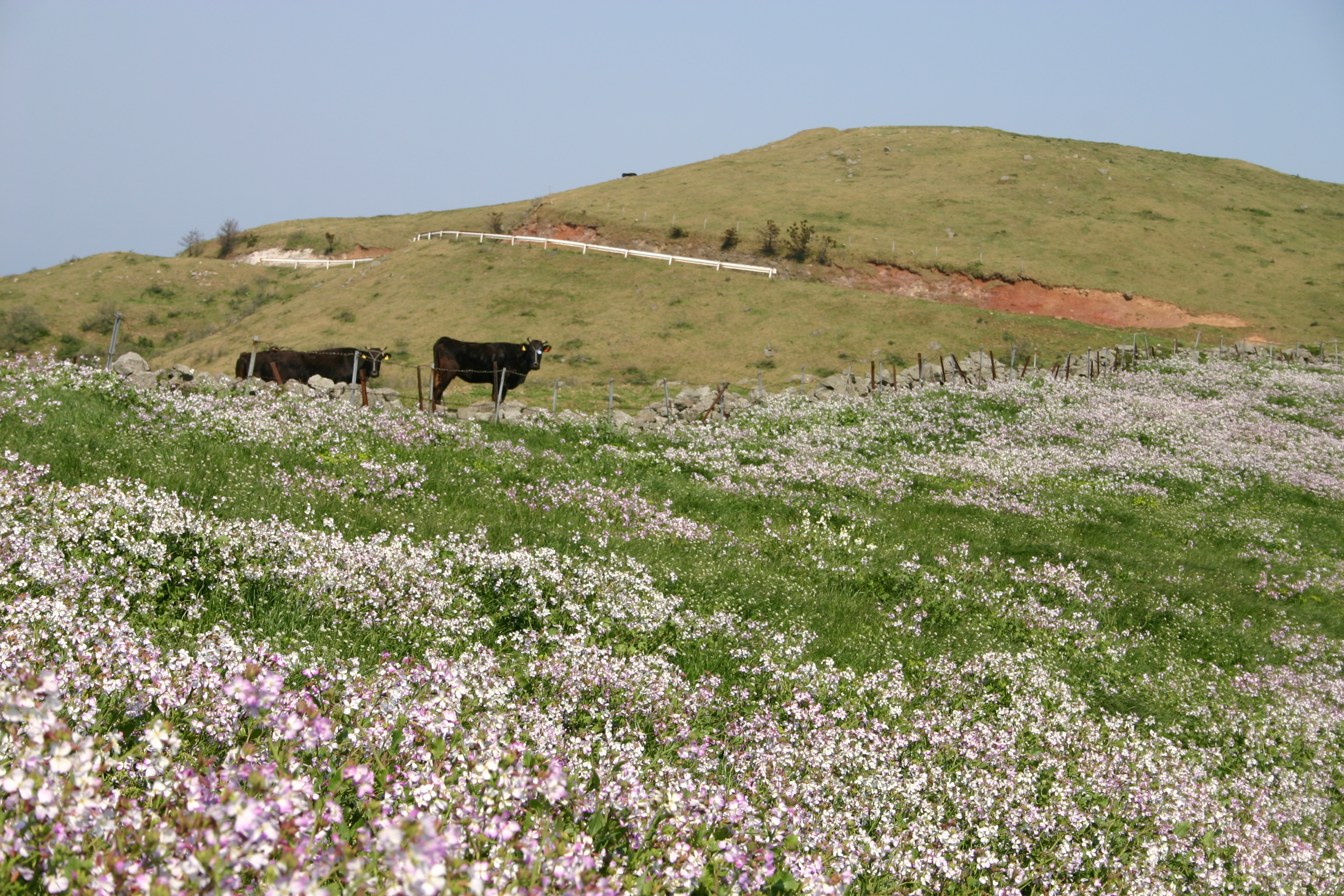
赤ハゲ山に咲く野ダイコン
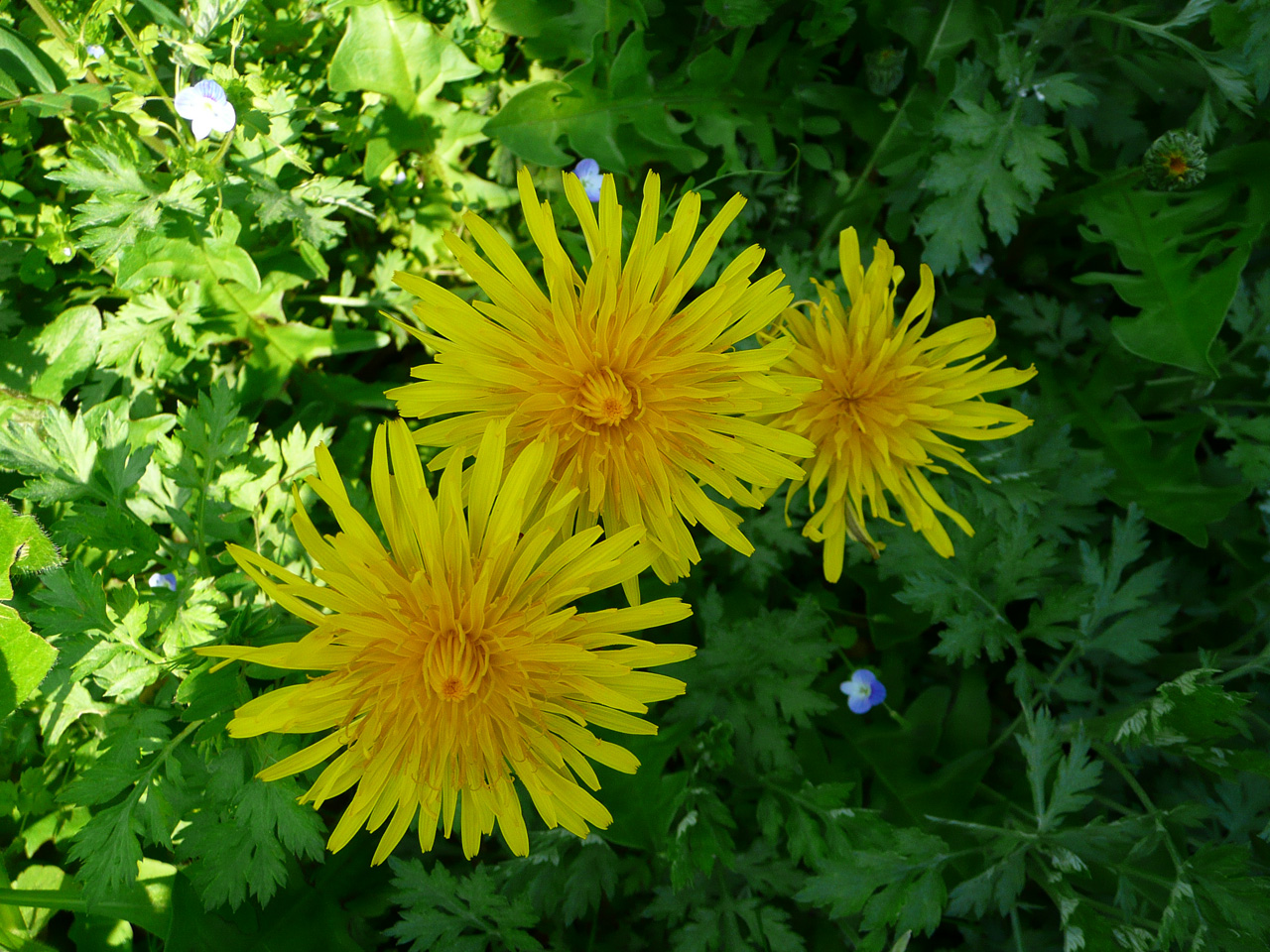
オキタンポポ

## 交通
- 隠岐汽船

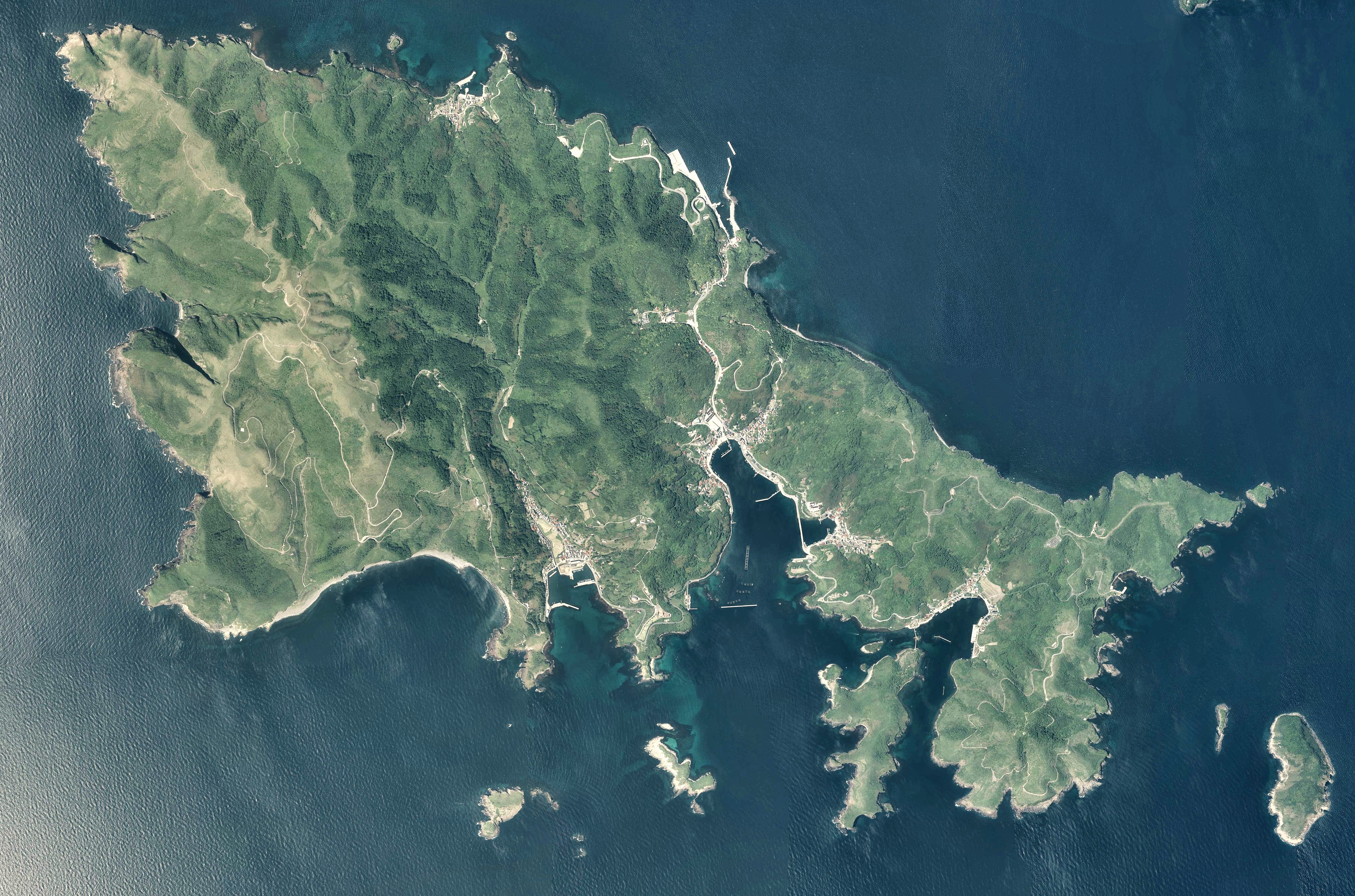
知夫里島の空中写真。。
2015年撮影の11枚を合成作成。

  - 七類港 - 来居港 （フェリーで120分）

本土の七類港（島根県松江市）からの知夫里島来居港への直行便は朝の1便のみで、それ以外の便は西郷港（島後・隠岐の島町）や別府港（西ノ島町）、菱浦港（海士町）を経由する。
知夫里島来居港から本土へは境港（鳥取県境港市）への直行便はあるが、七類港への直行便は無く、来居港から隠岐観光・島前町村組合の島前内航船で別府港または菱浦港まで渡り、フェリーや超高速船ジェットホイールに乗り換える。
空路の場合は、知夫里島へは、米子鬼太郎空港（鳥取県）から七類港発の隠岐汽船フェリー利用が最短での上陸となる。島後の隠岐空港から西郷港へ行き、隠岐汽船で別府港か菱浦港（海士町）を経由して島前内航船に乗り換えることもできる。
島内では村営バスやタクシーが利用できるほか、レンタカーが4台用意されている。

## 文化・暮らし

### 主な催事
- 野だいこん祭
- 知夫里島どっさり祭
- 蛇巻き（）
  - 村内7つの集落にある荒神さんとよばれる社のそばの木に巻き付けてある藁で作られた蛇。蛇は豊作の神様として、また、邪悪なものを防ぐ神様とされている[17]。
- 一宮神社例大祭
  - 2年に一度（西暦 偶数年）、7月下旬に開催される[18]。芝居などの奉納演芸が行われる[18]。三番叟や白波五人男は中学生が上演している[18]。
- 皆一踊り（）
  - 毎年旧暦8月15日に天佐志比古命神社で開催される五穀豊穣と家内安全を祈願する踊り[19]。
- さざえつかみ取り大会[20]
- お大師参り
  - 弘法大師の命日にちなみ村の神社やお堂等を巡拝し、接待を受ける。各接待所では、各地域ごとに異なる特色のある料理が振る舞われる[21]。
- 蘇民将来
  - 隠岐諸島で知夫村古海地区のみで行われる行事[22]。毎年1月12日に行われ[23]、地区の7か所の道沿いに、「蘇民将来社小神」と書かれた長さ30 cmほどの、先の尖った柳の枝を刺して歩く[24]。

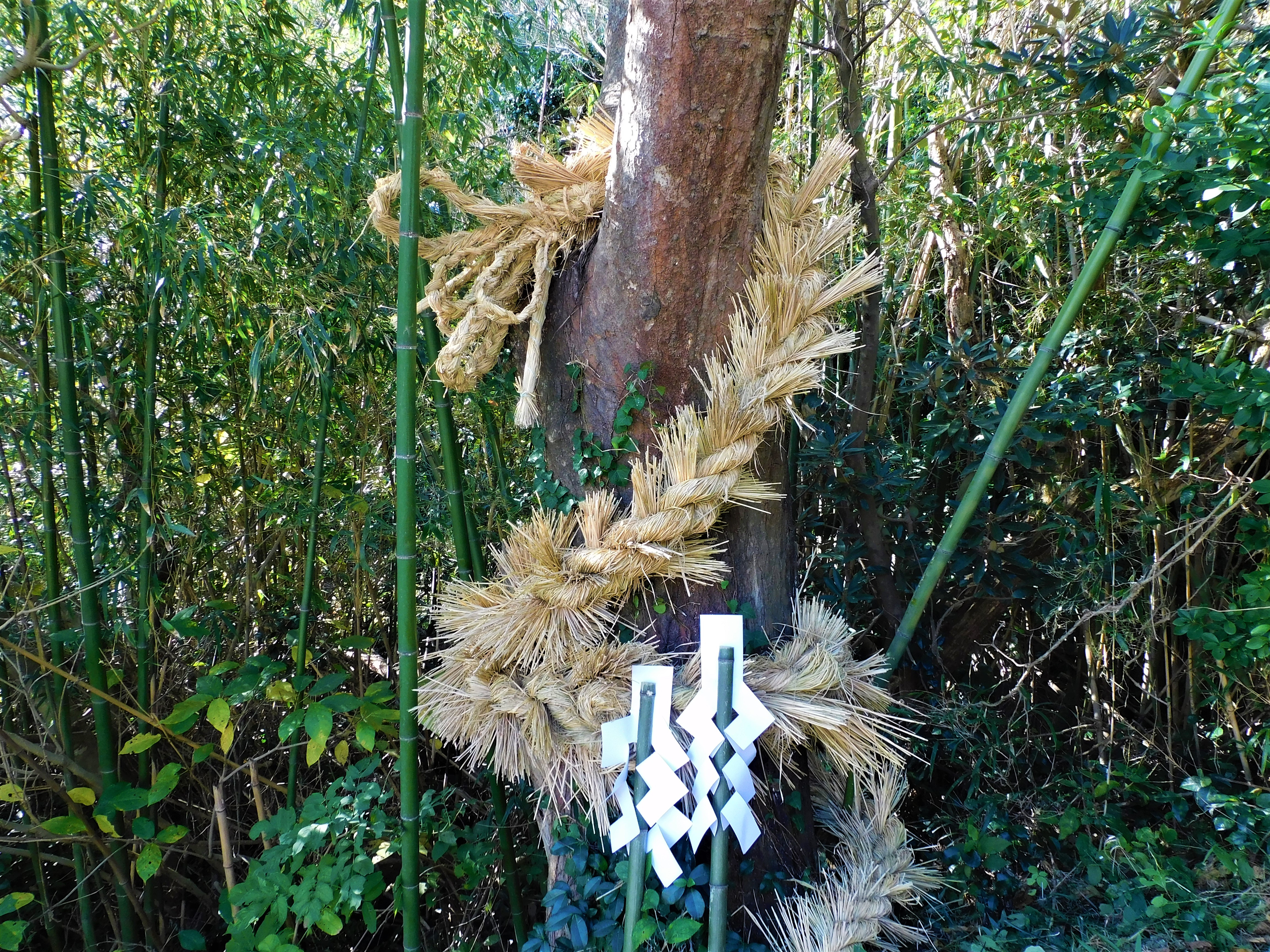
知夫村の蛇巻き
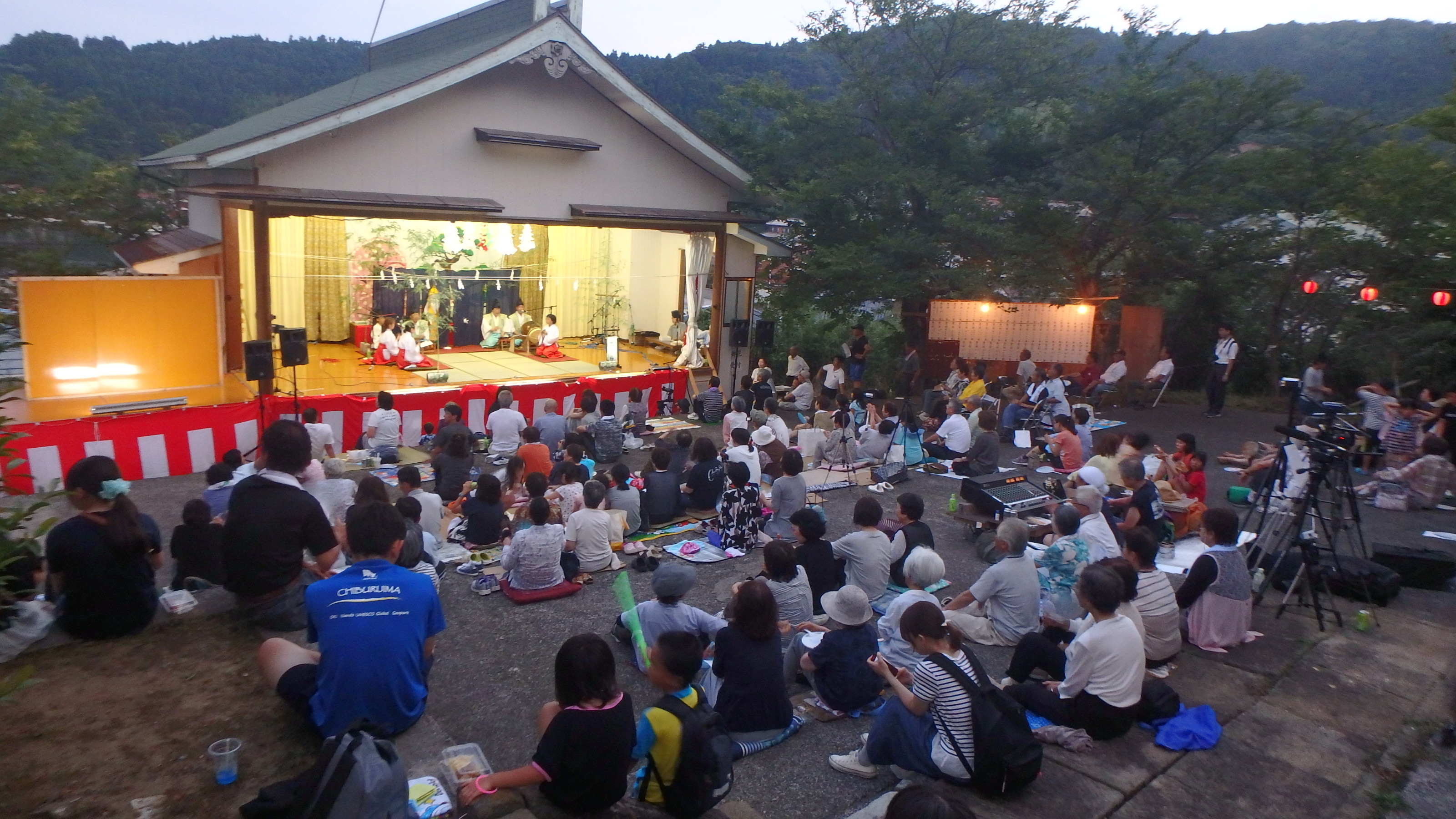
一宮神社例大祭の様子
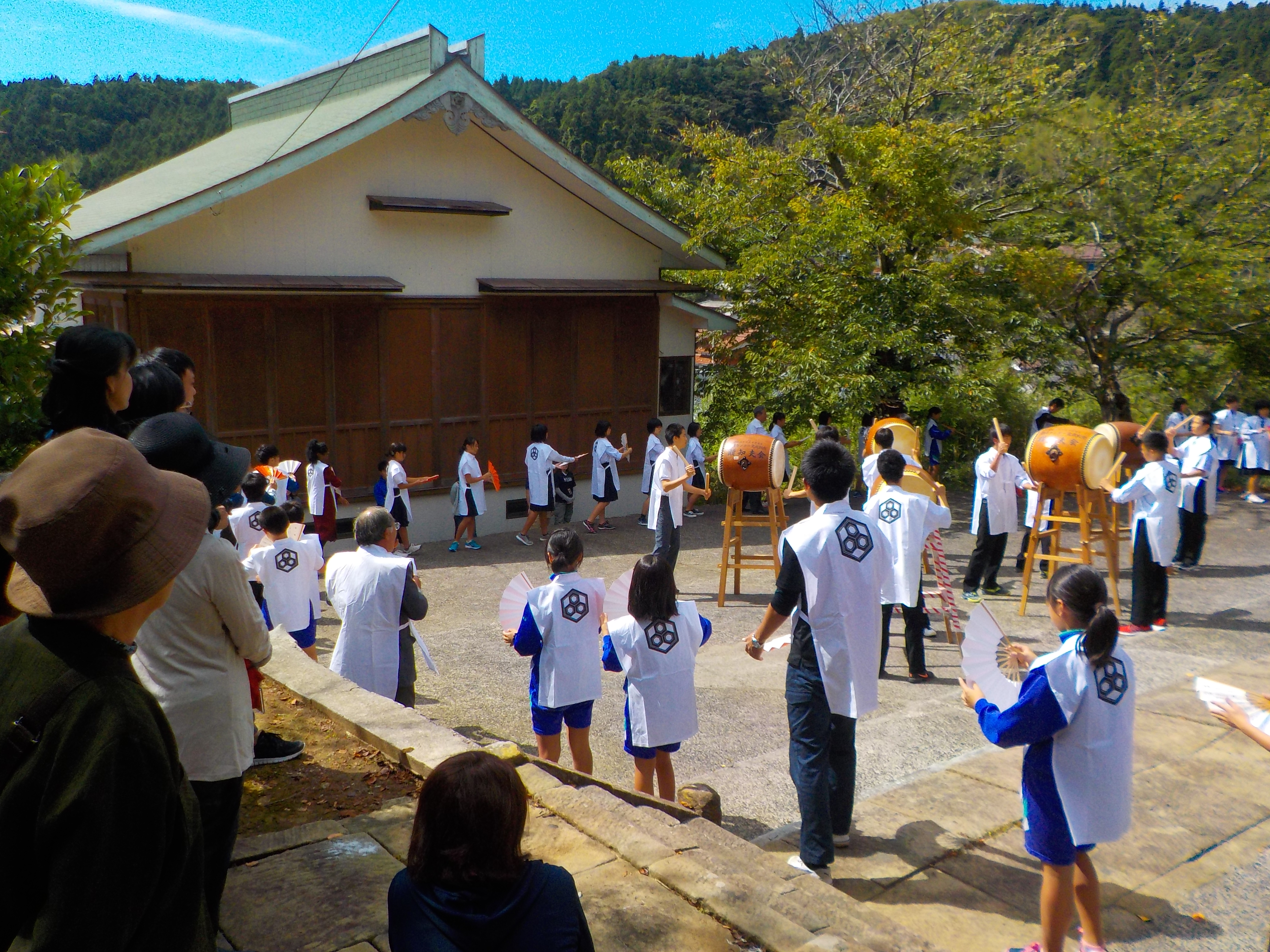
皆一踊りの様子
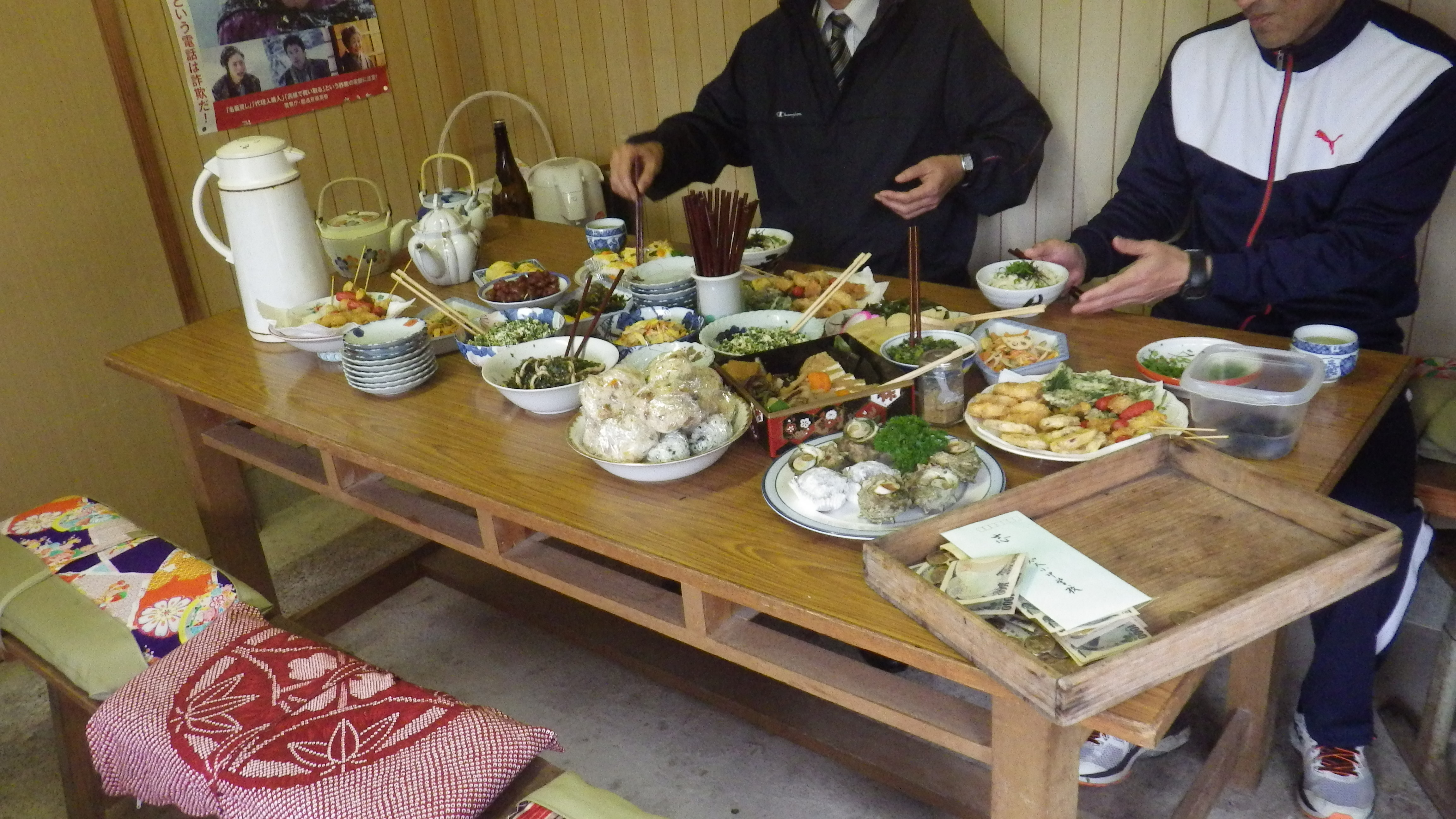
お大師参り（河井の地蔵さん前）
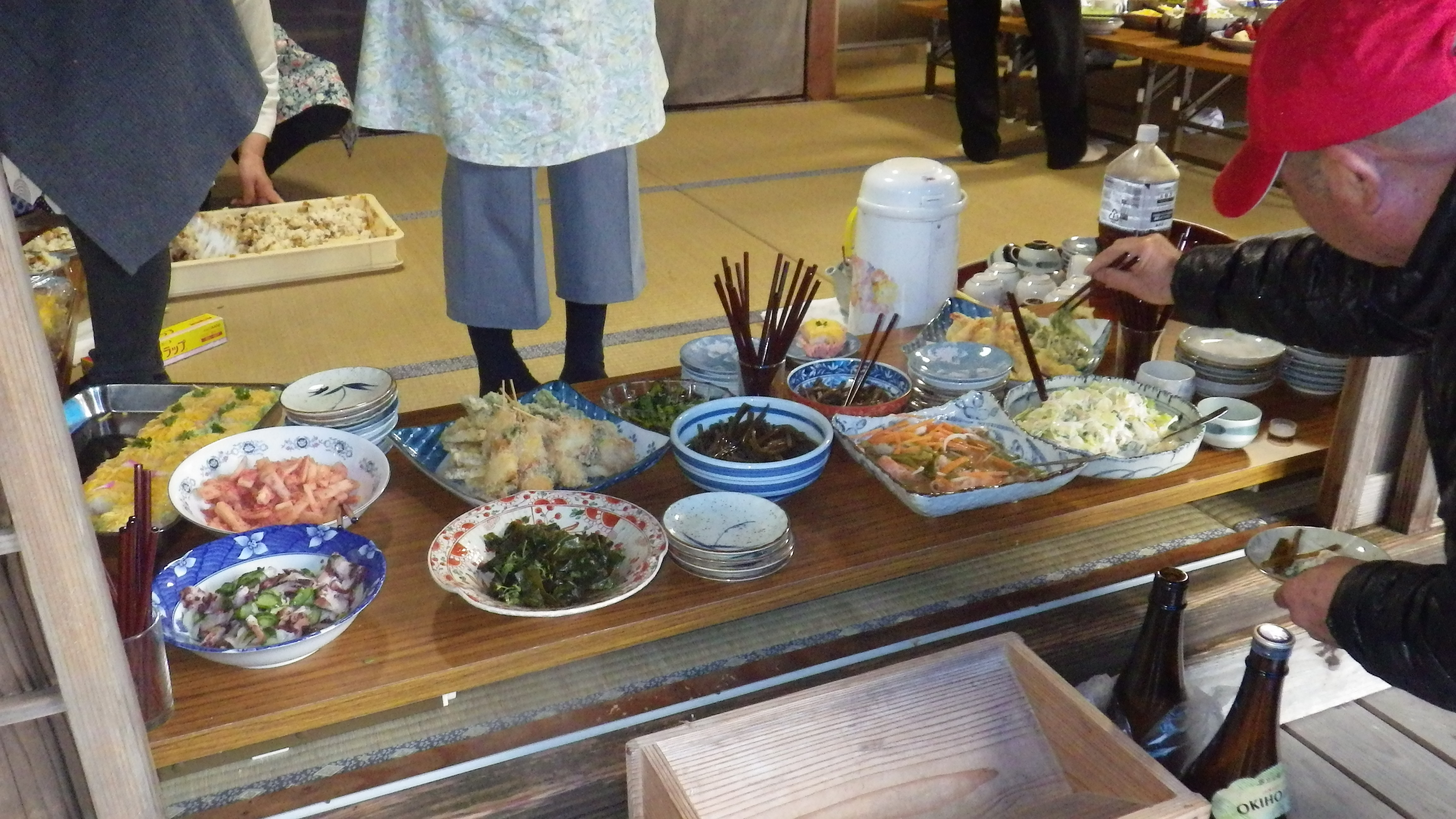
お大師参り（来居地区）
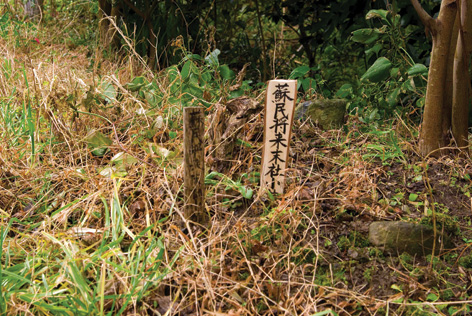
蘇民将来の立て札

## 観光名所
- 知夫赤壁
  - 国指定名勝[25]。知夫里島の西側にあり、高さ50-200 mの断崖が南北1メートルにわたり続く[26]。NHK朝の連続テレビ小説『だんだん』のロケ地にもなっている[4]。
- 赤ハゲ山[1]（アカハゲ山[2]）
  - 標高325 m。山頂の展望台から島前カルデラを一望することができる[25]。
- 名垣（）
  - かつて畑作と放牧を年ごとに切り替えるための仕切りとして使用された石垣[25]。赤ハゲ山にみられる名垣は全長1,000 mにもなる[27]。
- 島津島（）
  - 知夫里島からお松橋を渡ることでアクセス可能な無人島。渡津神社、白壁を有する[28]。
- 白壁（）[28]
  - 白色の岩脈（粗面岩）により形成された岸壁[28]。
- 天佐志比古命神社（）
  - 大国主命を祀っており、延喜式神名帳にも記載されている由緒ある神社[18]。村内では、一宮神社（）や一宮さん（）と呼ばれる[18]。
- 渡津神社[28]
  - 島津島にあり、海上交通の神様として五十猛神が祀られている神社[29]。
- 松養寺
  - 後醍醐天皇が隠岐に流された際に泊まられたという言い伝えがある寺[30]。
- 河井の湧き水
- 知夫里島灯台

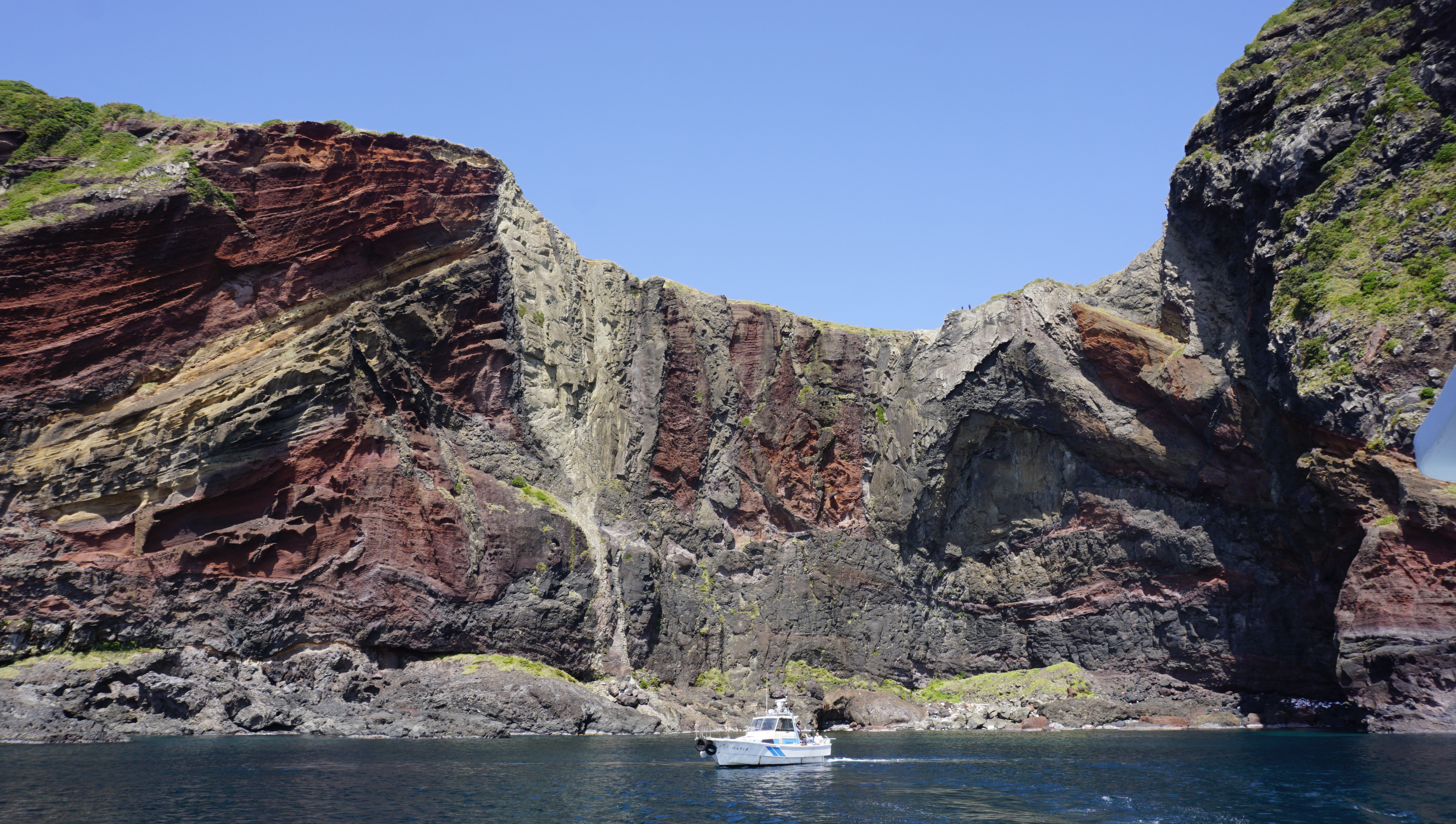
赤壁遊覧船から見る知夫赤壁
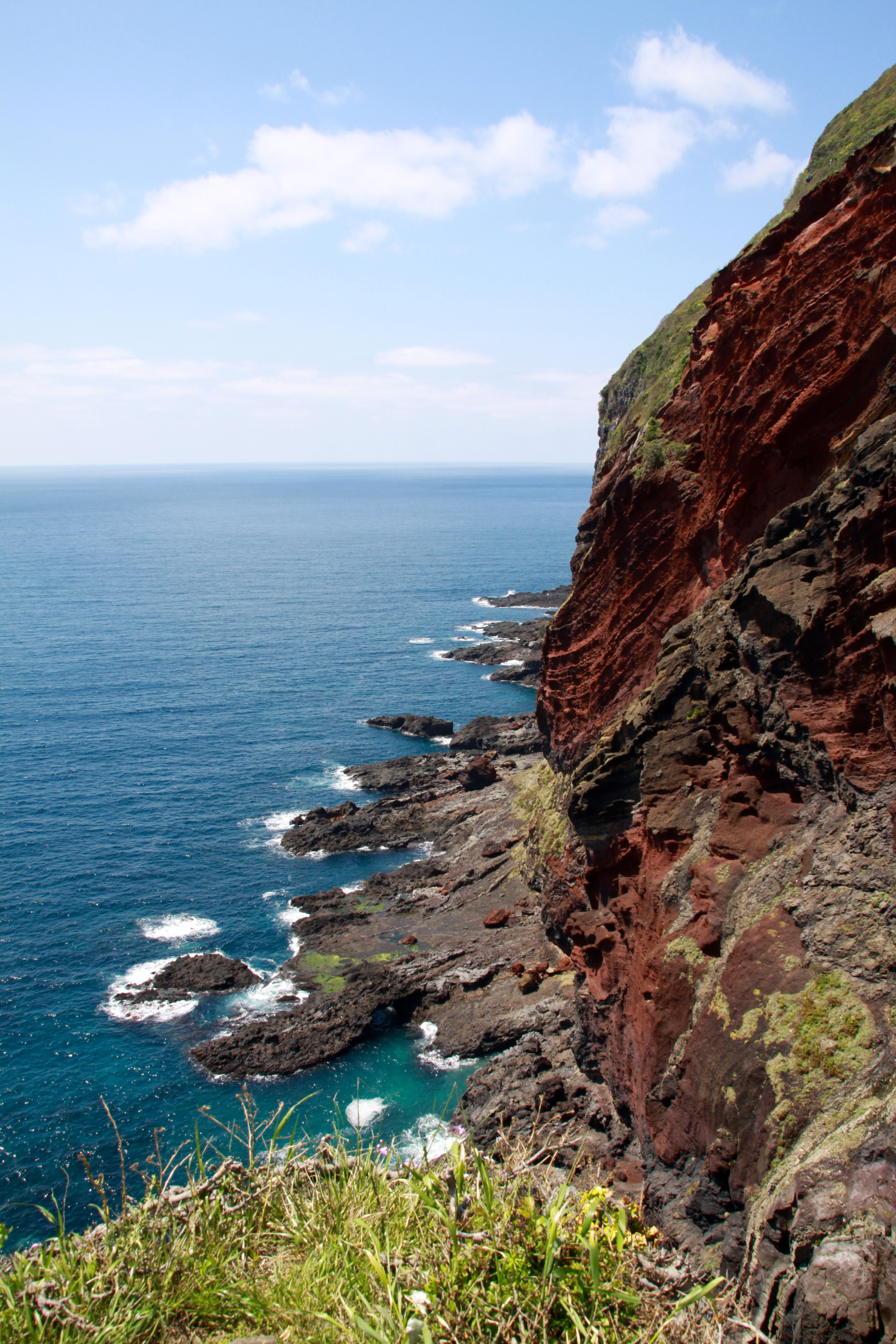
展望台から見る知夫赤壁
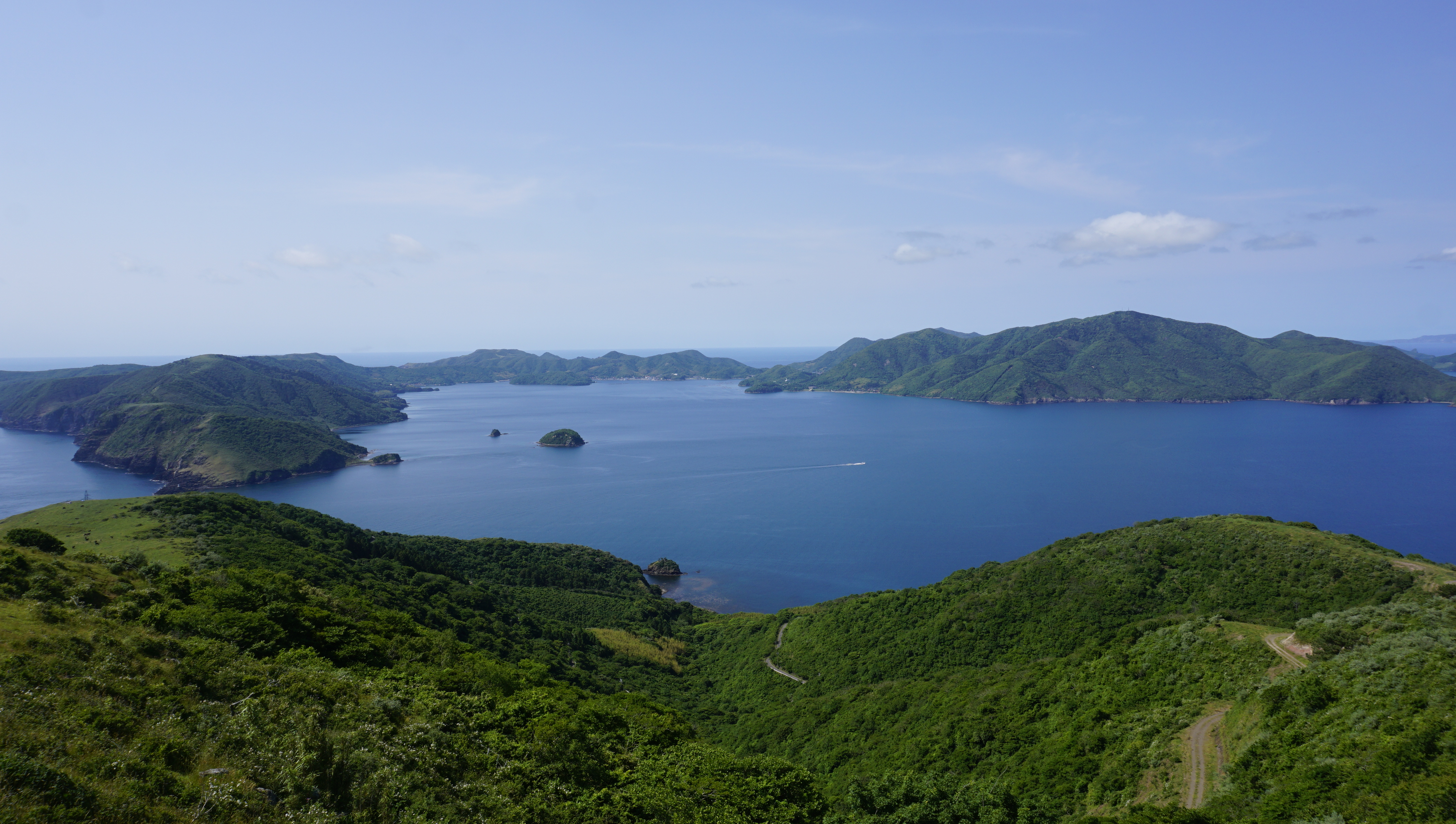
赤ハゲ山山頂から望む島前カルデラ
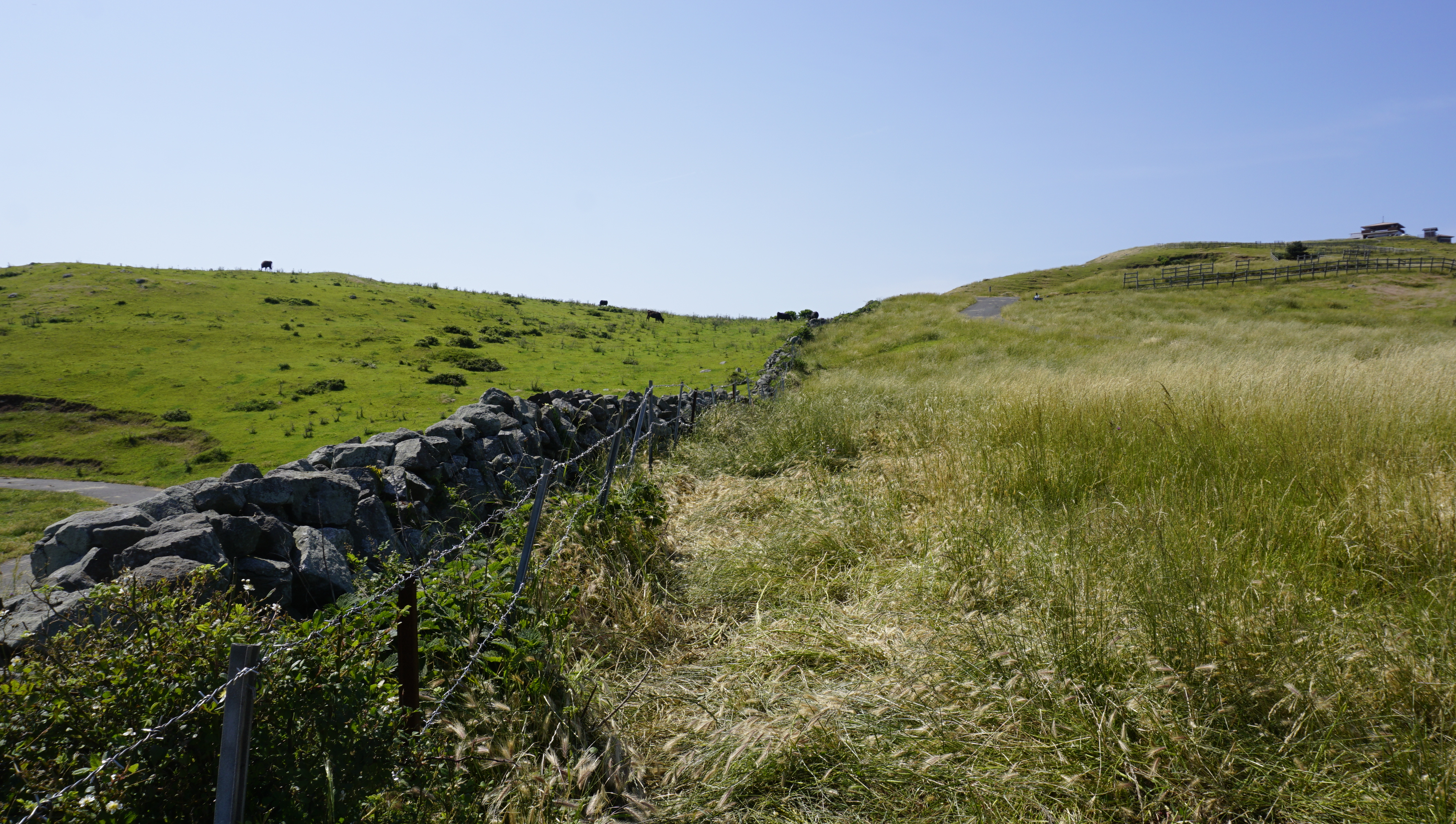
赤ハゲ山の名垣
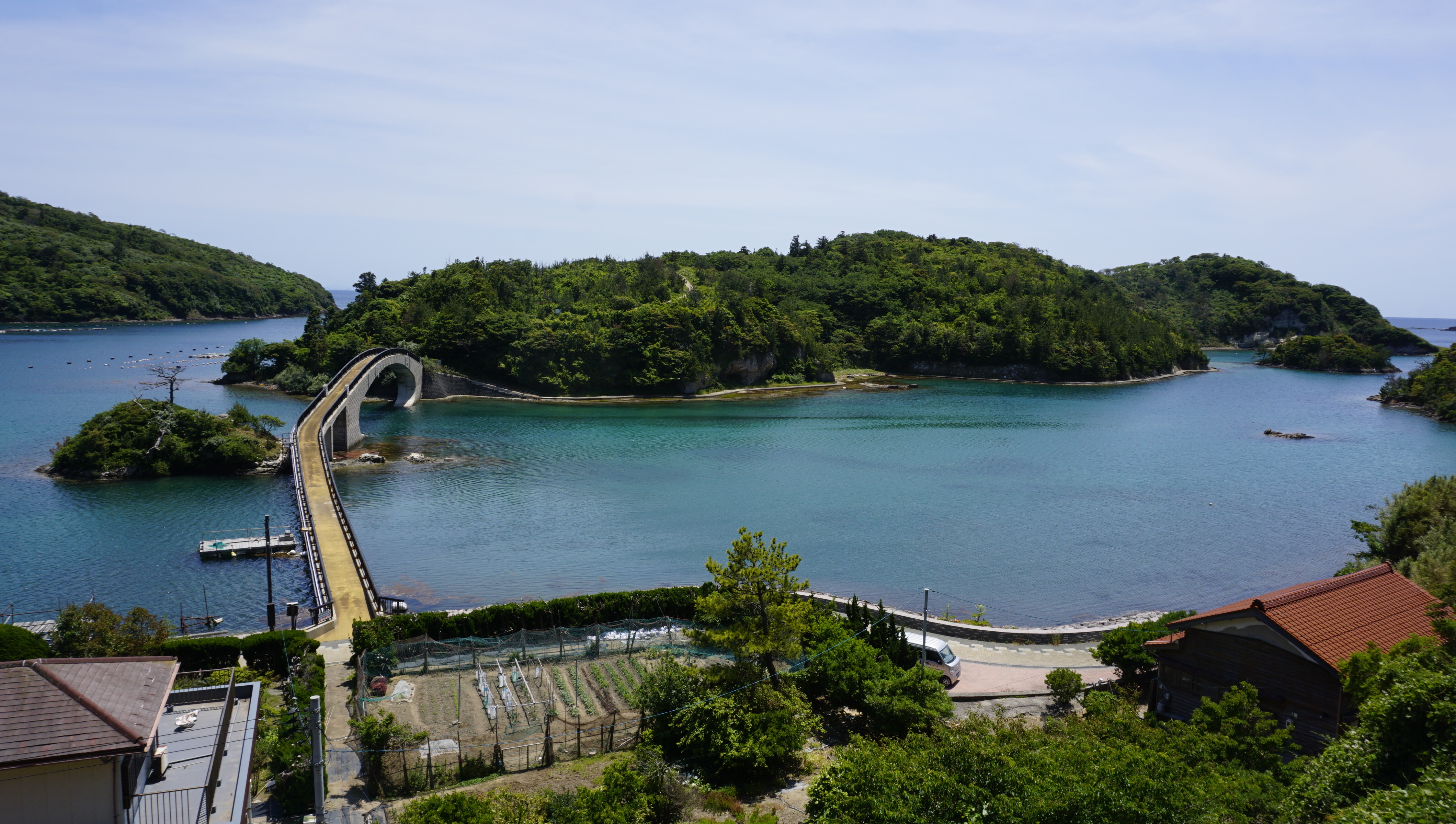
島津島
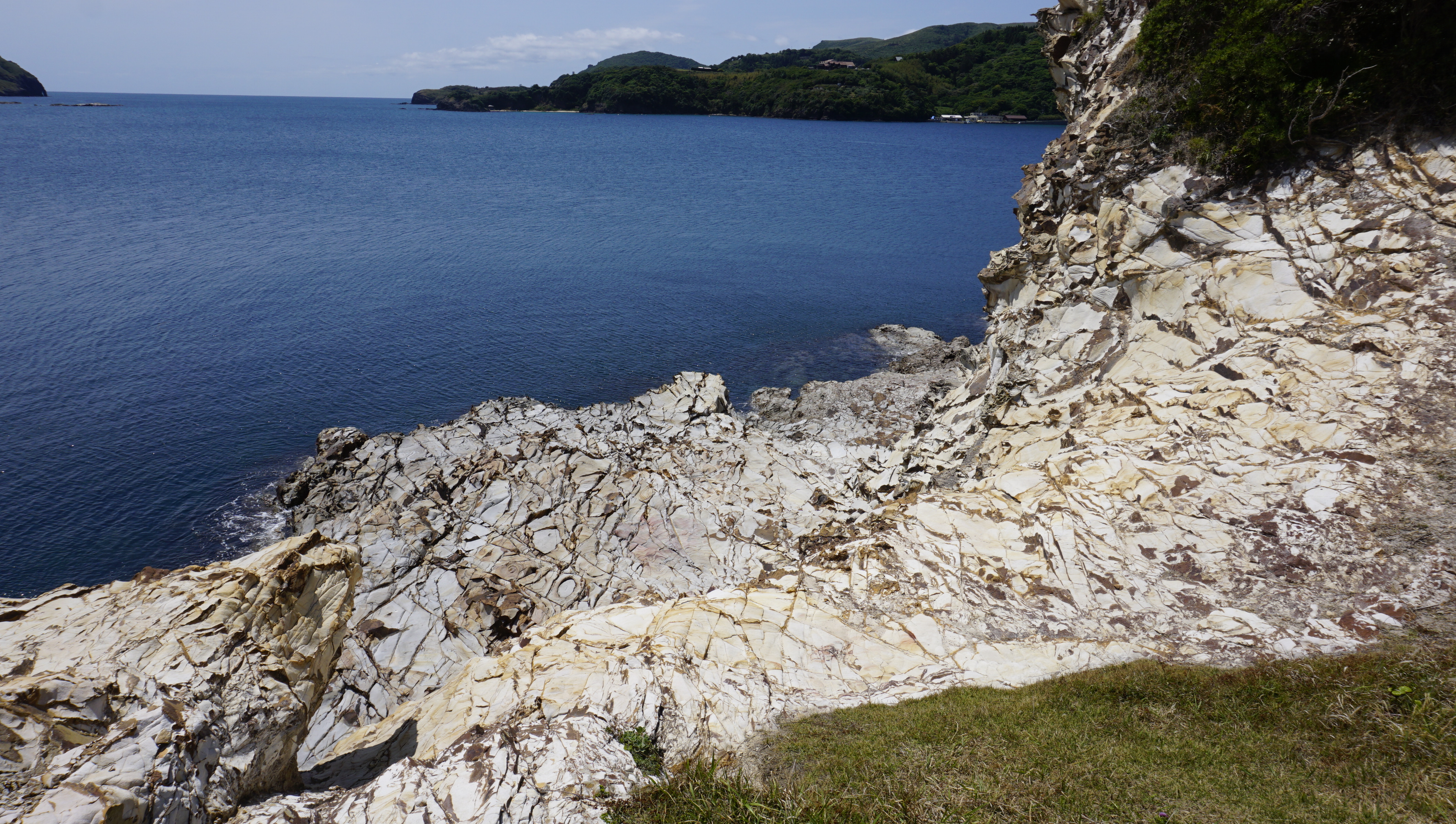
白壁
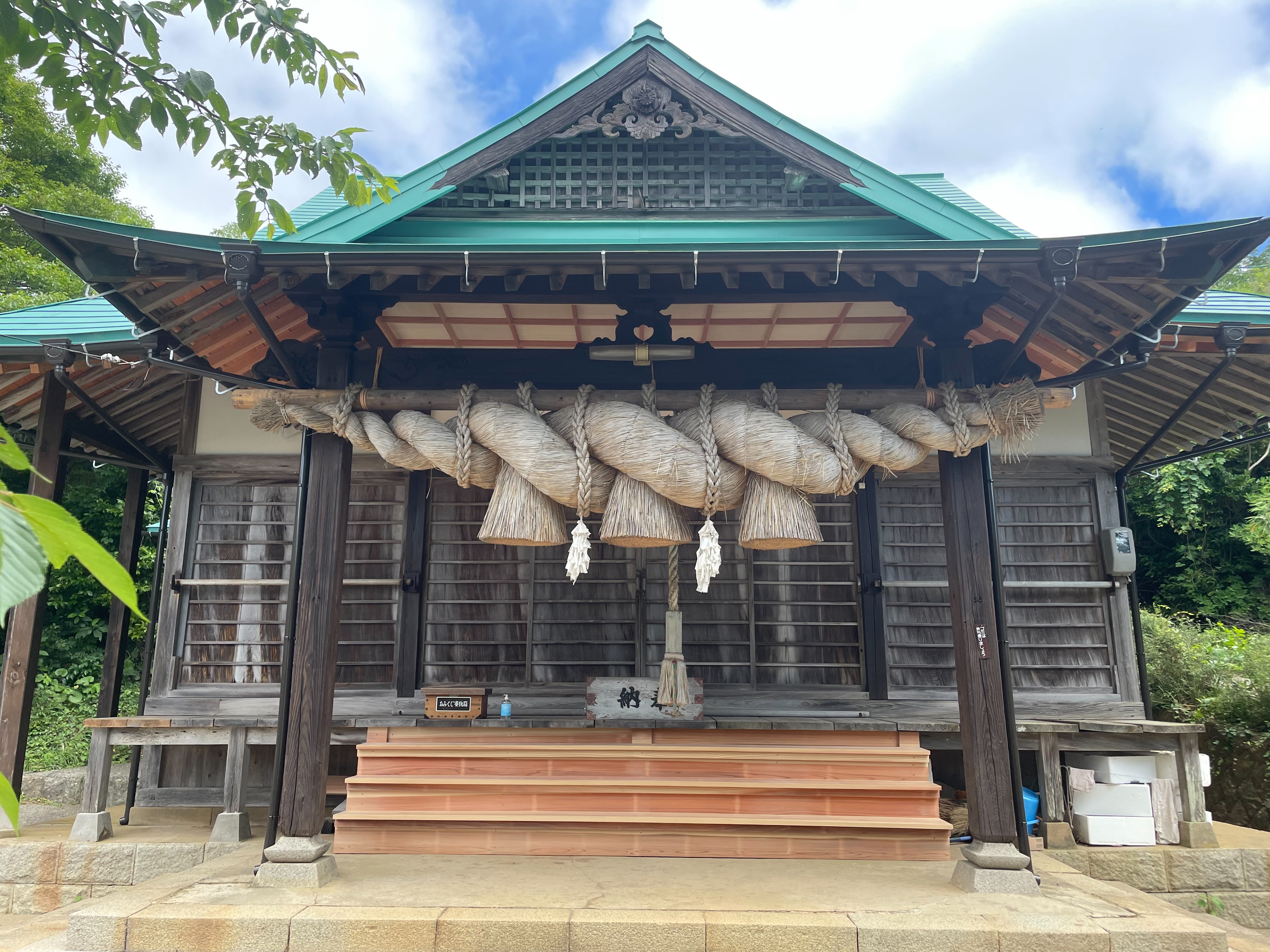
一宮神社の拝殿
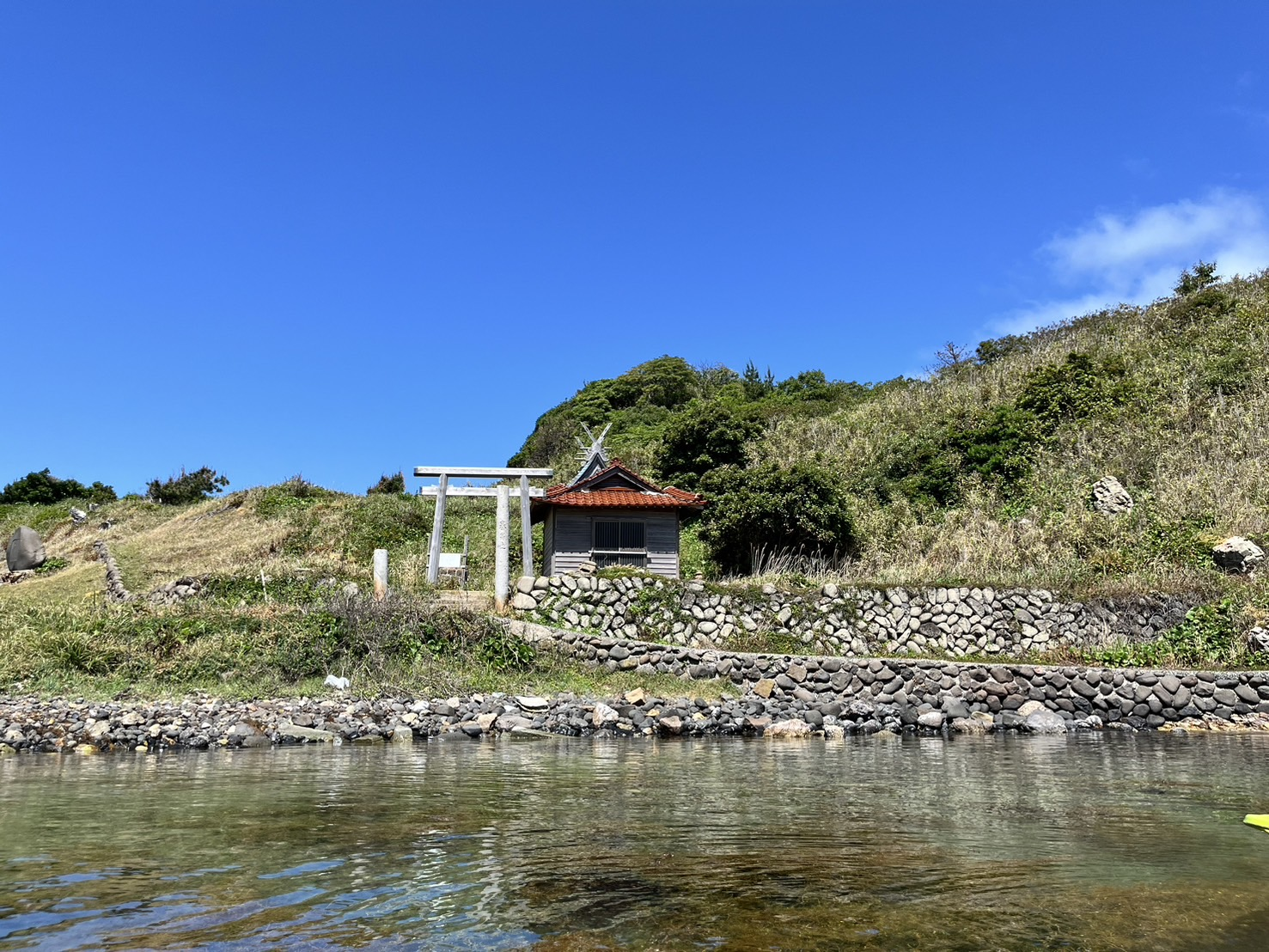
渡津神社
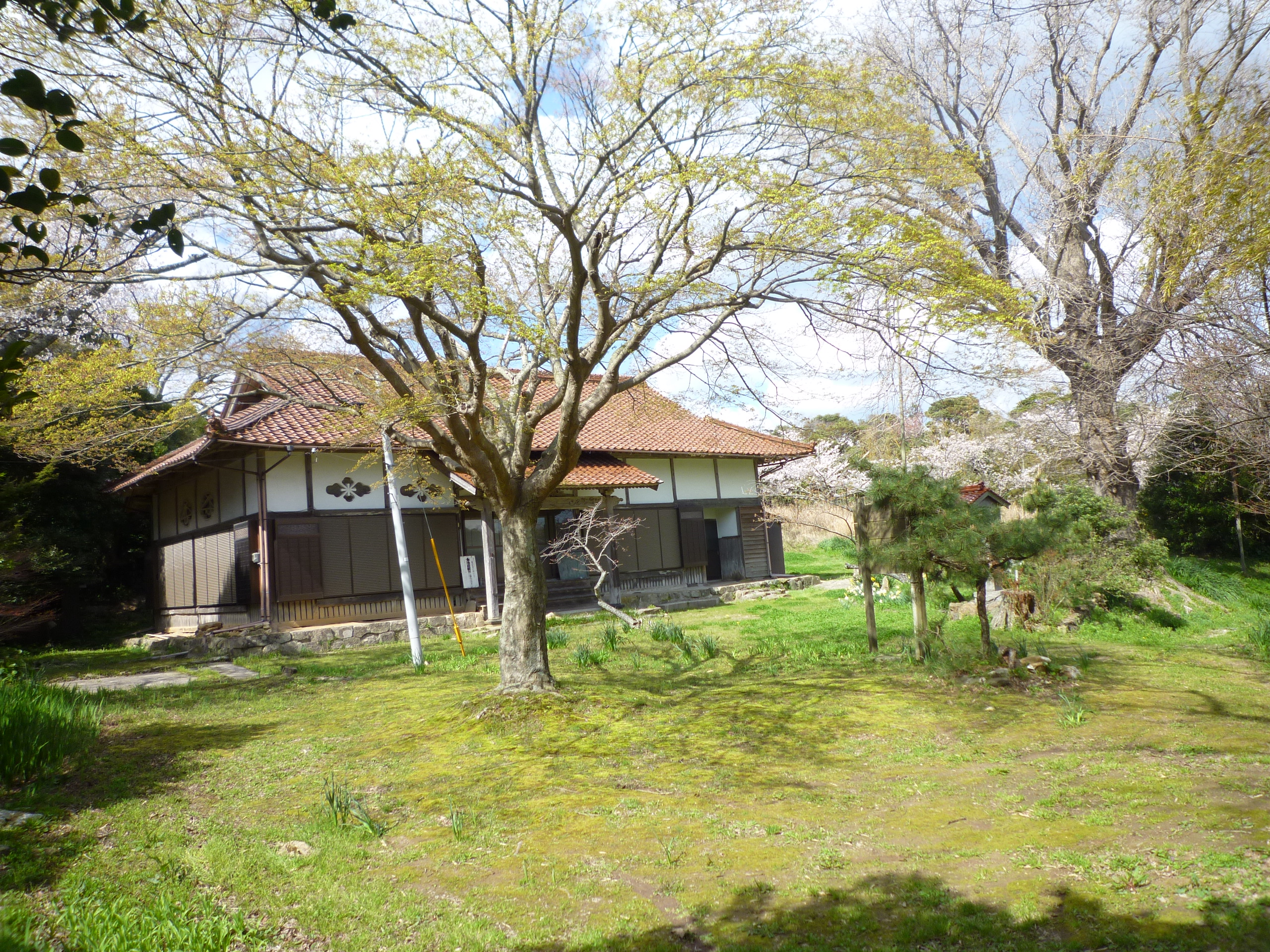
松養寺庭園

## 知夫里島に属する周辺の無人島
- 島津島
- 船島
- 浅島
- 沖ノ島

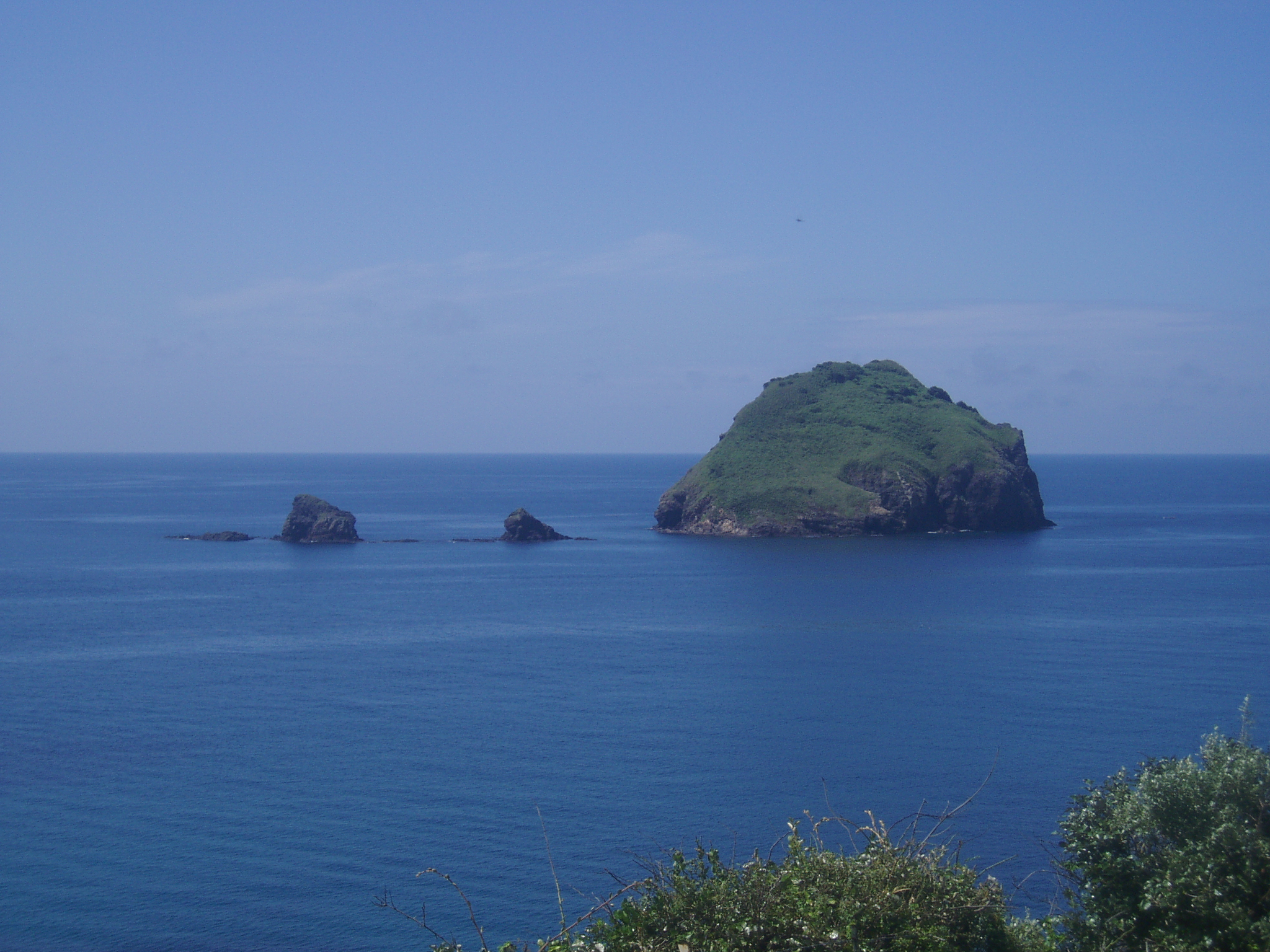
御鳥居島
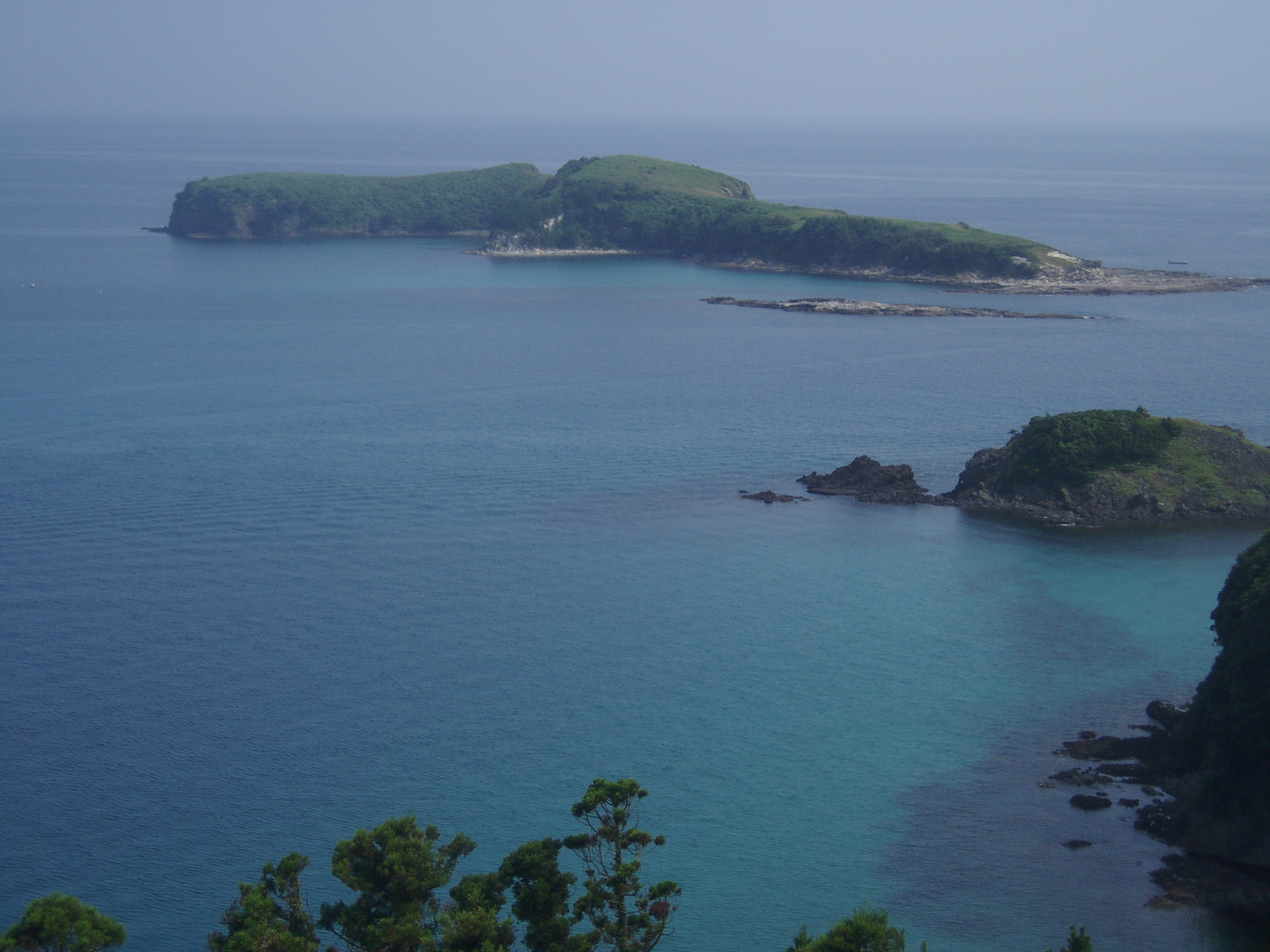
浅島

- 神島
- 鈴島
- 俵島
- ウデ島
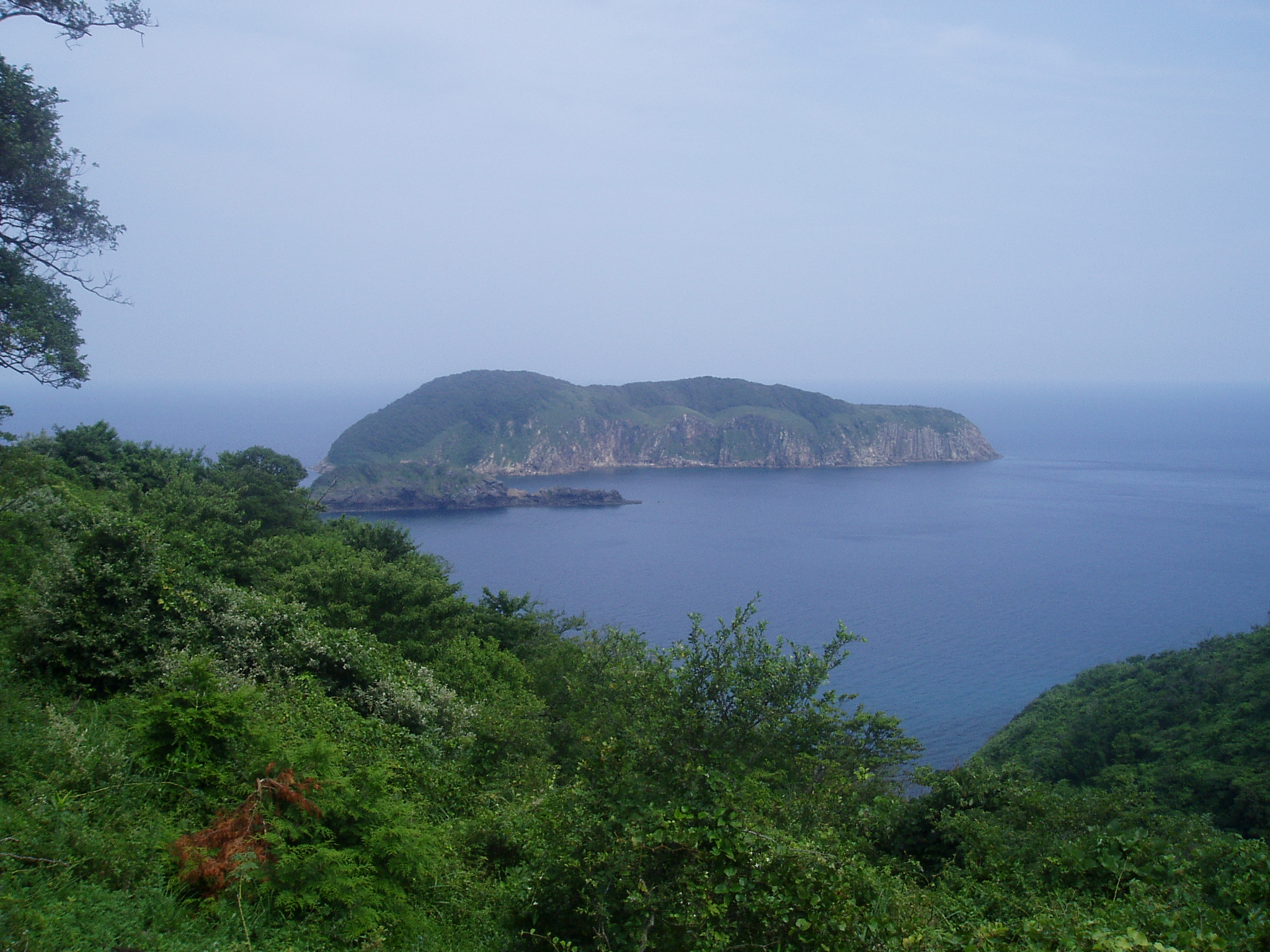
大波加島
- 小波加島
- 竹島
- 根イ島

- 神島と御鳥居島
- 浅島
- 大波加島